# Bulugguín ibn Ziri
Bulugguín ibn Ziri (àrab: بلقين بن زيري, Buluqqīn (o Buluggīn) ibn Zīrī) fou fill de l'emir sanhaja d'Ashir Ziri ibn Manad. El 972 va rebre el govern d'Ifríqiya i va succeir també al seu pare a Ashir el 971.
Tan bon punt va poder organitzar les seves forces, va començar una sèrie de victorioses campanyes militars cap a l'oest en nom del califa fatimita. Va fundar Alger, Miliana i Medea (960), va lluitar contra Abu-Khazar (968/969), va derrotar els zanata (971). El seu pare va morir aquest any a mans del governador rebel de Msila i el Zab, Jàfar ibn Alí ibn Hamdun al-Andalussí (juny/juliol) i el va succeir com a cap dels sanhaja.
Va lluitar de nou contra els zanata als que va expulsar del Magrib central (tardor del 971) i va ocupar Msila i el Zab. L'emir fatimita el va investir com a governador de totes les possessions occidentals excepte Trípoli i Sicília (2 d'octubre del 972). Va fer la guerra al Magrib (973-974) designant com a governador d'Ifríqiya a Abd-Al·lah ibn Muhàmmad al-Kàtib. Va lluitar contra els kutama (974-975) i va aconseguir Trípoli, Surt i Ajabiya (977/978).
A la darrera campanya (979-983) es va poder apoderar de Fes, Sigilmasa i al-Basra, i va derrotar els barghawata. A la tornada, a la primavera següent, va morir pel camí (25 de maig del 984). El va succeir el seu fill Al-Mansur ibn Bulugguín.